# Діетиловий етер
Діети́ловий ефі́р або діети́ловий ете́р (Сірча́ний ефі́р/ете́р чи просто ефі́р/ете́р) — прозора, безбарвна, рухома летка рідина з характерним солодкуватим запахом. Діетиловий етер належить до класу етерів.
Отримують дегідратацією етанолу у присутності сірчаної кислоти, а також як побічний продукт при синтетичному виробництві етанолу. При контакті з повітрям утворює пероксиди, при випаровуванні та перегонці етеру концентрація перекисних сполук зростає, що може призвести до їх вибухового розкладу. Через це перед використанням етер завжди необхідно перевіряти на наявність пероксидів. Відсутність забарвлення крохмаль-йодид калієвого розчину свідчить про вісутність пероксидів.
Діетиловий ефір надзвичайно легко випаровується, а випари самозаймаються вже при 134 °С (для порівняння: у спирту відповідна температура дорівнює 404 °С).
Етер використовують як розчинник та екстрагент. Завдяки хімічній інертності, низькій температурі кипіння та комплексоутворюючим властивостям етер набув широкого вжитку як реакційне середовище у промисловій та лабораторній практиці (наприклад для отримання металоорганічних сполук). Обмежене використання етер має також у медицині як анестетик.

## Фізичні властивості
- Безбарвна, рідка, дуже рухлива, летка рідина зі своєрідним запахом та пекучим смаком.
- Розчинність у воді складає 6,5 % при 20 °C. Утворює  азеотропну суміш з водою (т. кип. 34,15 °C; 98,74 % діетилового ефіру). Змішується зі спиртом, бензолом, ефірними і жирними оліями у всіх співвідношеннях.
- Етер легко спалахує, в тому числі і його пара; в певному співвідношенні з киснем або повітрям пари етеру для наркозу вибухонебезпечні.
- Розкладається під дією світла, тепла, повітря і вологи з утворенням токсичних альдегідів, пероксидів та кетонів, що подразнюють дихальні шляхи.
- Утворені пероксиди нестійкі і вибухонебезпечні, вони можуть бути причиною самозаймання діетилового ефіру при зберіганні і вибуху при його перегонці «насухо».

## Хімічні властивості
За хімічними властивостями діетиловий ефір володіє всіма властивостями, характерними для етерів, наприклад, утворює нестійкі оксонієві солі з сильними кислотами:
{\displaystyle \mathrm {C_{2}H_{5}OC_{2}H_{5}+HBr\rightleftarrows [(C_{2}H_{5})_{2}OH]^{+}Br^{-}} }
Утворює порівняно стабільні комплексні сполуки з кислотами Льюїса: (C2H5)2O·BF3